# Chaotic
Chaotic (2006–2010) – amerykański serial animowany dla nastolatków opowiadający o dwójce przyjaciół, grających w karciankę o nazwie Chaotic.

## Fabuła
Serial opowiada historię dwójki przyjaciół, Toma i Kaza. Obaj chłopcy są miłośnikami karcianej gry Chaotic. Można w nią grać za pomocą kolekcjonerskich kart lub online w komputerze. Każda z kart posiada swój unikatowy kod, dzięki któremu przeciwnicy mogą toczyć między sobą batalie. Kaz próbuje przekonać Toma o istnieniu tajemniczego kodu, który pozwala zagrać w Chaotic, przenosząc się bezpośrednio do świata tej gry.

## Bohaterowie
- Tom Majors – jest 12-letnim chłopcem grającym w karcianą grę „Chaotic”. Tom ma czarne włosy i niebieskie oczy. Jest przyjacielem Kaza, Peytona i Sary. Kolekcjonuje karty Nadświata. Jego ulubionym stworzeniem jest Maxxor, władca Nadświatowców.
- Kaz Kalinkas – ma 14 lat i razem ze swoim przyjacielem Tomem gra w karcianą grę zwaną „Chaotic”. Kaz ma rude włosy i nosi okulary. Kolekcjonuje karty Podświata. Jego ulubionym stworzeniem jest natomiast Kejor, władca Podświatowców.
- Peyton – chłopak o ciemnych włosach i zielonych oczach. Jest jednym z przyjaciół Toma i Kaza i także gra w „Chaotic”. Peyton jest osobą łatwo nawiązującą kontakt. Kolekcjonuje karty Mipedian.
- Sara – także gra w „Chaotic”. Jest przyjaciółką Kaza, Toma i Peytona. Sara jest blondynką, nosi kolczyki i ma zielone oczy. Kolekcjonuje karty Denian.
- Krystella – ma brązowe włosy i zielone oczy. Jest przyjaciółką Klaya i wrogiem Toma, Kaza, Peytona i Sary. Ona także gra w „Chaotic”. Razem z Klayem kolekcjonuje karty Podświata.
- Klay (pełne imię Klayborn) – przyjaciel Krystelli i wróg Toma, Kaza, Peytona i Sary. Klay tak jak jego przyjaciółka także gra w „Chaotic”. Klay jest blondynem, nosi kolczyki i okulary. Razem z Krystellą zbiera karty Podświata.
- Crellan – Jest mistrzem kodów. Pierwszy raz widzimy go podczas walki z Tomem.
- Imtor – mistrz kodów. To on poprzez skargę Kaza, chciał się przekonać, czy Tom oszukuje na jego walkodromie. On także zakazał Tomowi walczyć na wszystkich walkodromach, do czasu podjęcia decyzji przez Radę Mistrzów Kodów, na temat tego, czy kłamie i wprowadza oszustwa podczas walk z innymi graczami.

### Postacie z Perimu
- Maxxor – jest postacią z Nadświata. Podczas pierwszego pojedynku (odcinek pt. „Witamy w Chaoticu, cz. 1”) z Samszejdim (Samuelem Morakabi) został użyty przez Majora Toma (Toma Majora). Ma zieloną skórę, fragmentami fioletową, a także bujne włosy w kolorze czarnym oraz białym, zaczesane do tylu. Ubrany w długą, czerwoną tunikę z przepasającą ją na biodrach opaskę. Jest władcą Nadświata i mieszkających w nim kreatur.
- Takinom – jest postacią z Podświata. Postać ta została użyta przez Samszejdiego (Samuela Morakabi) podczas pojedynku z Majorem Tomem (Tomem Majorem). Takinom potrafi latać (dzięki skrzydłom, wyglądem przypominającym nietoperze),posiada czarne, długie włosy oraz czerwoną skórę, fragmentami żółtą.
- Kejor – jest władcą Podświata. Nie cierpi Nadświata i Maxxora. Jest wielkim, potężnym, czerwonoskórym i uzbrojonym stworzeniem. Wrażenie robią długie, poskręcane rogi wyrastające z boków jego czaszki.
- Intres – jest przyjaciółką Maxxora. Wyglądem przypomina pół człowieka, pół tygrysa. Ma pomarańczową skórę, fragmentami czarną oraz długie, czerwone włosy opadające na plecy. Ubrana jest jedynie w opaskę lędźwiową i materiałowy stanik w kształcie X zakrywający biust. Posiada też długi ogon.
- Ulmar – jest postacią z Podświata. Stworzenie podobne do goblina, o czerwonych gałkach ocznych, ostrych kłach i wyłażącym na wierzch mózgiem. Włada ogniem. Nosi na sobie kitel laboratoryjny. Pracuje u Kejora jako naukowiec - stworzył między innymi wehikuł Zła.
- Mommark – jest genetykiem Nadświata. Jest zwariowanym, zielonoskórym naukowcem, ubranym na podobieństwo cyrkowców (+ stylowa, falująca pelerynka). Tworzy stwory z części ciał innych kreatur. Momark stworzył między innymi Ettale i Stelgara, także będących później Nadświatowcami.
- Ettala – jest cyklopem o umyśle dziecka. Został stworzony przez Mommarka. Jest bardzo lojalny wobec swego twórcy. Cechuje się drobnymi rogami wyrastającymi z jego czaszki i dzierżoną przez siebie ogromną, drewnianą maczugą, zatkniętą za okalającą masywne biodra opaską lędźwiową.
- Stelgar – mała, oliwkowo-niebieska rozgwiazda, stworzona przez Mommarka. Wystawiona na działanie promieni słonecznych powiększa się w zastraszającym tempie. Po tym, jak Staluk i Ettala zamierzali go zniszczyć, co im się nie udało, ma go Rothar.
- Yokis – ma parę zielonych oczu, fioletową twarz, pomarańczowy tułów i wielokolorowy grzbiet. Jest bardzo ciekawskim potworem, pochodzącym z Nadświata. Uwielbia robić kawały. Tom określił go „jest potężny jak Maxxor”, a Sara dodała „...i mądry jak noga stołowa”. Te słowa w zupełności oddają usposobienie Yokisa.
- Mezmar – jest koloru niebieskiego i przypomina ogromną rybę, jest potworem morskim. Ma na sobie złotą zbroję. Ma zielone oczy i niebieski nos.
- Nautilax – w odcinku „Witamy w Chaoticu, cz. 2” jest na misji szpiegowskiej Podświata. Jest duży i wygląda jak by miał na sobie jakąś maź. Jest koloru zielonego, a owa maź błękitnego. Ma zęby w ciemnym kolorze i oczy z zielonymi źrenicami. Jeśli się dobrze przyjrzeć, można dostrzec małą brodę. Uszy zaś przypominają skrzydła nietoperza i także są barwy zielonej. Cały stwór wygląda jak by się dobrze czuł pod wodą i potrafił się tam maskować. Włada ogniem.
- Najarin – ma niebieską skórę i przypomina starzejącego się czarodzieja. Posiada długą, białą brodę, niebieską pelerynę i workowate spodnie, a także buty o ostrych czubkach. Na jego głowie znajduje się czapka, spiczasta i pokryta białymi wzorami. Sam Najarin potrafi latać, a jego kościste palce zdobią liczne pierścienie.
- Staluk – jego skan chciał zdobyć Tom w odcinku „Nauczka”. Sara nazwała go wściekłym kucykiem, ponieważ go trochę przypomina. Jest koloru pomarańczowego, prócz klaty i rąk nic nie odróżnia go od konia. Ma czarna grzywę i kolczyk w nosie.
- Blazer – jest agentem Nadświata. Po raz pierwszy widzimy go gdy Kaz i Hiring chcą zeskanować Wehikuł zła.
- Dardemus – jest wielkim,zielonym a na dodatek i grubym olbrzymem dzierżącym w dłoni bicz, którym wymierza sprawiedliwość przeciwnikom. Ma spiczaste uszy i małe oczy. Ubrany jest w przepaskę biodrową i zbroję okrywającą okolice karku oraz ręce.
- Żod – przypomina smoka; ma pomarańczową skórę, niebieskie oczy, a na grzbiecie od głowy aż do końca ogona jego ciało pokrywają kolce (takie jak u stegozaura). jego uszy przypominają skrzydła nietoperza i są koloru czerwonego.
- Pirition – jest dużym, czerwonym wężem z gatunku kobry.
- Heptad – pochodzi z Nadświata, używa czterech żywiołów i jest w stanie stosować w walce mugiki z całego Perimu.
- Hoton – jest stworzeniem przypominającym wielką sowę. Potrafi wykonać potężny atak zwany „Armagedonem”. Kiedyś wykonał go, by chronić swoją wioskę przed Podświatowcami. Armagedon zniszczył nie tylko najeźdźców, ale też całą jego wioskę. Od tej pory stworzenie nie je i nie pije dopóki nie odbuduje wioski.
- Hiring – jest małym, zielonym stworem z dużymi, zwisającymi uszami. Jego przysmakami są różne obrzydliwe rzeczy np. łuski Draktyla. Często pomaga Tomowi i Kazowi w zamian za jedzenie.
- Draktyl – przypomina gigantycznego prehistorycznego ptaka. Jest różowo-fioletowy, a jego dziób wygląda, jak gdyby był wykonany ze stali lub innego twardego metalu.
- Bodal – zielonoskóry karzeł, w czerwonych spodniach, czarnych ciżmach i czarnym płaszczu. Bardzo słaby, ma trudności z uniesieniem broni, ku wielkiemu zdumieniu wygrał na walkodromie jako Tom Major pojedynek z Tangatem Tobornem, którym grał Tang 999.
- Tangat Toborn – stwór podobny do lwa, ma pomarańczowy kolor i szarą zbroję.
- Raran – to przerośnięty latający nietoperz z brodą.Zna ataki np. Wrząca Para i Paralizacja. Jest Podświatowcem.
- Van Blooth – to szare, chude zombie, którego jedno oko jest szklane, a drugie naturalnie czarne. Posiada ogromne, czarne, pierzaste skrzydła. Jest podstępny. Podświatowcem, który za wszelką cenę chce zająć miejsce Kejora w Podświecie. Posiada niezwykłą zdolność stawiania się niewidzialnym, kiedy znajduje się w swoim domu - wieży Ghatosa.
- Odubatax – ogromna deniańska mrówka poruszająca się na dwóch kończynach. Jest największym mistrzem walki wśród Denian. Ma zielony pancerz. Jego ulubioną bronią jest miotacz plazmy, kiedy nim trenuje jest bardzo groźny, przez co żołnierze boją się go, kiedy trzymają tarcze celownicze. Nienawidzi ludzi!
- Cromax – wywodzi się z tej samej rodziny, co Maxxor, lecz z dzikiej gałęzi. Mieszka w Otchłani Preksora. Wyglądem przypomina prymitywnego jaskiniowca. Ma ciemno jadowicie zieloną skórę, czerwone ślepie jak u węża oraz długie kły. Ma specjalną umiejętność w postaci naturalnej kulistej osłony chroniącej przed działaniem mugików. Jest bardzo agresywny i śmiertelnie niebezpieczny, mistrz kodów Crellan sporo ryzykował próbując zdobyć jego skan.

## Perim
- Nadświat – część Perimu usytuowana na wyspie. Wielka jaskinia oddziela Nadświat od Podświata. Potwory z tej krainy często walczą atakami ziemnymi lub wodnymi. Wiele mugików zostało stworzonych w Nadświecie i, w przeciwieństwie do Podświata, jego mieszkańcy starają się nie używać swoich umiejętności bez potrzeby.
- Podświat – część Perimu mieszcząca się w głębi ziemi, pod Nadświatem. Wielka jaskinia oddziela Podświat od Nadświata. Postacie go (Podświat) zamieszkujące atakują głównie miotając ogniem. Potwory z tego świata są przebiegłe i zdradzieckie. Wszystkie nienawidzą mieszkańców Nadświata.
- Pustynia Mipedian – wielka pustynia, którą zamieszkują Mipedianie. Mipedianie rywalizują z Denianami. Wyjątkowo wielka lokacja.
- Deninium – to ogromna kolonia plemienna Denian. Plemieniem tym rządzi królowa. Denianie rywalizują z Mipedianami, są do nich wrogo nastawieni. Nie traktują łagodnie intruzów, którzy naruszają ich terytorium, czyli granicę Kopca Filarów.

## Kryptonimy Chaotica
- Tom Majors – Major Tom
- Samuel Murakami – SamShady
- Kaz Kalinkas – Młody Kejor
- Peyton – Peytonik Master
- Leon – Herkuleon
- Kley – Kleyotic

## Lokacje w Chaoticu
- Miasto Kiru – jest stolicą Nadświata. Rządzi w niej Maxxor.
- Zamek Filara – jest stolicą Podświata. Rządzi w niej oczywiście Kejor, i trudno się tam dostać.
- Oaza Mipedian – mieszkają tam Mipedianie. Oaza położona jest pośrodku pustyni.
- Kopiec Filarów – zamek Denian.
- Wieża Gathosa – jest domem Lorda van Bloota.
- Puszcza Życia – wielki las, w którym stwory z niskim poziomem odwagi tracą energię.
- Źródła Szkieletów – wyspa otoczona morzem kwasu.
- Jezioro Lawy – źródło lawy, ulubiona lokacja Takinom.
- Dżungla Iparu – dom legendarnego stworzenia – Iparu.
- Runiczny Gaj – można tam użyć każdej broni, lecz mugiki plemienne nie zadziałają, w przeciwieństwa do ogólnych.
- Otchłań Preksora – bardzo niebezpieczna i zdradziecka, ale jednocześnie wspaniała lokacja z nowymi i potężnymi stworzeniami, jak Smildon, Ursis albo Cromaxs.
- Zamek Bodrana – Mieszka tam Frafdo ze swoimi plazmowymi strzałami
- Równiny Sha-Kree – najbardziej uciążliwa lokacja na mipediańskiej pustyni. Ze względu na panujące tam okropnie wysokie temperatury stworzenie przy każdym ataku traci mnóstwo energii.
- Gigantempopolis – tajemnicza lokacja w Nadświecie, w niej w stanie są działać tylko mugiki nadświata.

## Kategorie Kart
- Potwory
- Ataki – każdy potwór ma różne rodzaje ataków.
- Lokacje – są to miejsca w których rozgrywane są walki. W grze wprowadza się dziesięć kart lokacji do koła losowych lokacji.
- Mugiki – zmieniają i ulepszają potwory na jakiś czas, lecz także leczą. Przykładem mugika jest pieśń lecząca rany.
- Broń – używają ich potwory. Przykładem broni jest Wehikuł Zła.

## Ataki
- Armageddon – bardzo potężny atak, rozniesie wszystko co w pobliżu.
- Wrząca Lawa – powoduje tryskanie lawy z kończyn, spod ziemi, z jeziora lawy i ze ścian.
- Skalna Fala – uderzając pięściami w ziemię wychodzą z niej głazy tworzące coś w stylu muru. Lecz ten mur nie otacza użytkownika, tylko atakuje przeciwnika.
- Kolec Usypiający – kolec, który w zderzeniu z przeciwnikiem od razu go usypia.
- Żelazne Kule – z oczu wylatuje chmara małych, srebrnych kulek.
- Potok Strzał – tysiące strzał wystrzelonych z ust użytkownika. Dewastujący atak. Trudno go uniknąć.
- Cień Rozkładu – niszczy bronie.
- Zemsta Korzeni – z ziemi wylatują korzenie i oplatają wroga.
- Kula Ognia – stara poczciwa kula ognia.
- Atak Szkieletu – ze stworzenia wychodzi szkielet atakujący przeciwnika.
- Pnącza – oplątują przeciwnika.
- Toksyna Rdzy – osadza się na pojazdach, broniach i stworzeniach z nawet małą ilością metalu, powoduje ich uszkodzenie. Dotyczy to również stworzeń, które trzymają się metalowych części.
- Spopielanie – bardzo potężny atak ognia zastosowany przez Keyora, ten atak wygląda jak czerwona, promienista łuna wydobywająca się z jego ciała, która podpala i spopiela wszystko co znajduje dookoła i wokoło. Ten atak może być zastosowany tylko raz, ponieważ po jego wykonaniu traci się mnóstwo siły i energii czyli potwornie wyczerpuje, a ataki ogniowe są wtedy na bardzo długi czas zablokowane.
- Trzask Cyklonu – atak powietrzny, z piersi stworzenia wylatuje długi wir powietrza o ogromnej sile cyklonu.
- Błyskawice – z palców stworzeń wyskakują długie rażące błyskawice. Porażający atak.
- Kopnięcie Błysku – przy zgięciu kolano stworzenie absorbuje energie wokół siebie, a kiedy prostuje nogę nagromadzona energia atakuje przeciwnika z podkręconą siłą.
- Impuls Mocy – potężny strumień energii o dużej sile rażenia.
- Kamienny sztorm – zmasowany atak małych odłamków skalnych.
- Tnący Pazur – pazur skondensowanej energii mogący przeciąć wszystko.
- Burza Terroru – atak, który zostaje ukazany jako chmara czarnych i mrocznych paszcz demonów z czerwonymi ślepiami i ostrymi zębami, który atakują całą chmarą. Wykorzystuje się je wobec stworzeń z niższym wskaźnikiem odwagi.
- Powiew ducha – atak, który ukazuje głowy duchów, tylko, że są trupio blade. Tak samo się ją stosuje jak atak burzą terroru.

## Broń
- Tarcza Wodna – tworzy wokół stwora tarcze która chroni go przed atakami ogniowymi.
- Elektrolanca – jest to długa pałka z otworem u nasady która strzela błyskawicami. Elektrolanca jest żółta.
- Miotacz Cieczy – duża strzelba strzelająca strumieniem spienionej wody mogąca także zamrażać.
- Pierścień Na’arina – tworzy tarcze która chroni przed wszystkimi atakami.
- Miecz Kai’atha – potężny miecz zwiększający siłę stworzeń.
- Troskin – pas który hamuje ataki przeciwnika. Można go zniszczyć atakiem cienia rozkładu.
- Odrzutolot – zwiększa siłę ataków powietrznych i pozwala na latanie.
- Pyroblaster – broń strzelająca płomieniami.
- Wehikuł Zła – tę broń wymyślił Ulmar dla Kejora. Jest wyposażony w 4 miotacze laserowe o wielkiej sile.
- Kula Przepływu – specjalna kula ze specjalną energią. Pozwala ona na błyskawicznie przemieszczanie się między lokacjami.
- Mugiczna Lira – pozwala wezwać zaklinacza mugików na dodatkowego mugika typu generic.
- Smocza Tarcza – zwiększa odwagę stworzeń o 25 courage.
- Plazmo-Miotacz – strzela żrącą substancją.
- Maska Fobii – miesza umysły.
- Miecz Kai’yata – ulubiona broń Tangata Toborna, ten miecz zwiększa moc stworzenia o 25 punktów i jak trzyma się go w rękach to zapala się potężnym ogniem na klindze.

## Mugiki
- Pieśń lecząca Rany – Mugik leczący rany.
- Pieśń Furii – potwór wpada w szał, powiększa się i jego ataki są skuteczniejsze.
- Refren zaprzeczenia – najczęściej anuluje zmiany wprowadzone przez mugik.
- Działo ciężkich ofiar – atakuje przeciwnika i odbiera mu trochę energii.
- Pieśń Odrodzenia – mugik nadświata, leczy rany podczas walki oraz odradza stworzenia.
- Melodia Powrotu – mugik podświata, przywraca do życia stworzenia.
- Pieśń Roju' – mugik deniański, przyzywa rój owadów, które atakują przeciwnika.
- Tarcza Symfonii – mugik mipediański, osłania stworzenia kulistym polem, które chroni go przed atakami.
- Modulacja – ogólny mugik, kopiuje ataki przeciwnika, żeby wykorzystać je przeciw niemu (należy użyć tego mugika, kiedy przeciwnik atakuje, jeśli użyje się go inaczej, może to mieć odwrotne skutki).
- Fortissimo – ogólny mugik, powiększa stworzenia.
- Hymn Żywiolów – nadświatowy mugik, daje stworzeniu możliwość panowania nad wszystkimi 4 żywiołami.
- Pieśń Surowości – podświatowy mugik, ataki ogniowe stają się bardzo brutalne, a dodatkowo ten mugik daje możliwość wykonywania potężnych ataków powietrznych.
- Pieśń Wściekłości – podświatowy mugik, zwiększa ataki ogniowe stworzeń do granic wytrzymałości, może się wydawać jakby one płoneły żywym ogniem.
- Pieśń Odwrócenia – nadświatowy mugik, powoduje zamianę miejsc stworzeń z atakowanego na ofiarę i odwrotnie.
- Melodia Mirażu – mipediański mugik, powoduje powstanie iluzjonistycznych odzwierciedleń stworzeń.
- Pieśń Duplikacji – deniański mugik, wytwarza kopie stworzeń.
- Fanfary Zanikania – mipediański mugik, daje możliwość stania się całkowicie niewidzialnym.
- Decreszendo – ogólny mugik, kurczy stworzenia.
- Diminuendo – ogólny mugik, pomniejsza stworzenia.
- Interludium Konsekwencji – ogólny mugik, miesza ataki przeciwnika.
- Niezgoda rozbrojenia – podświatowy mugik, uszkadza i niszczy bronie przeciwnika.
- Pieśń Rzażącej Gwiazdy – ogólny mugik, daje możliwość oślepiania przeciwnika oraz jest dobra na czasowe zablokowanie niewidzialności mipedian.
- Działo Ciężkich Ofiar – podświatowy mugik, odbiera przeciwnikowi 20 punktów życia.
- Pieśń Geonova – ogólny mugik, łączy w sobie elementy wody i ziemi.
- Geo Rozkwit – ogólny mugik, przywraca utraconą energię oraz daje moc ziemi.
- Powtórka Mugika – nadświatowy mugik, przywraca utraconego mugika.
- Translocacja – nadświatowy mugik, przenosi stworzenia z jednej lokacji do drugiej.
- Pieśń Wizji Przyszłości – ogólny mugik, daje możliwość widzenia przebłysków przyszłości.
- Decompozycja – ogólny mugik, rzucony na daną ofiarę powoduje nieustanny koszmar strachu (jeden z najbardziej podstępnych mugików, powoduje również to, że to co straci ofiara zyskuje ten kto ją rzucił czyli przejmuje jego odwagę, mądrość, szybkość i moc).
- Niebrzmiące nuty – ogólny mugik, powoduje pomieszanie wszystkich lokacji.
- Refren Odmowy – działa tak samo jak refren zaprzeczenia.
- Pieśń Zastoju – nadświatowy mugik, sprawia, że stworzenie, jakie znajdzie się pod jego wpływem przechodzi w stan odrętwienia, który może trwać nawet bardzo długo.
- Gałąź Destrukcji – podświatowy mugik, powoduje dezaktywację mocy przeciwnika, czyniąc go całkowicie bezbronnym bez mocy.
- Deniański Chóralny Żywioł – deniaśki mugik, który daje możliwość nad danym żywiołem przeciwnika aż do końca tury.
- Pieśń Niespodzianki – deniański mugik, który zmienia zakres ataku do jego wykorzystania przed końcem tury w innym momencie.
- 'Infekcyjna Melodia – podwójny deniański mugik, atakujący infekcją dwa stworzenia jednocześnie.

## Słownik
- Perim – świat Chaotica.
- Nadświat – świat ten mieści się na lądzie, rządzi nim Maxxor.
- Podświat – świat ten mieści się pod ziemią, rządzi tam Kejor.
- Pustynia Mipedian – jedna wielka pustynia, mieszkają tam mipedianie. Należy do Nadświata.
- Deninium – mieszkają tam denianie. Należy do Podświata.
- Nadświatowcy – są to różnej postaci potwory zamieszkujące Nadświat.
- Podświatowcy – różnej maści potwory zamieszkujące Podświat.
- Mipedianie – są podobne do jaszczurek, zamieszkują pustynie Mipedian.
- Denianie – stworzenia podobne do mrówek.

## Wersja polska
Wersja polska: na zlecenie ZigZapa – Studio Publishing
Dialogi: Małgorzata Kochańska
Reżyseria: Tomasz Grochoczyński
Dźwięk i montaż: Jacek Kacperek
Kierownictwo produkcji: Mira Ornatowska
Wystąpili:
- Anna Szczerbińska – Sara
- Cynthia Kaszyńska –
  - Krystella,
  - Taki-Nom
- Leszek Zduń – Tom
- Jarosław Domin – Kaz
- Cezary Kwieciński – Peyton
- Paweł Szczesny – Maxxor
- Janusz Wituch –
  - Klay,
  - Staluk
- Józef Mika –
  - Samuel,
  - Mezmar,
  - Hiring,
  - Herculeon,
  - Jokis
- Krzysztof Zakrzewski – Staluk
- Tomasz Grochoczyński – Najarin
- Jerzy Słonka – Ulmar
- Klaudiusz Kaufmann
- Robert Tondera

## Odcinki
- Serial pojawił się w Polsce na kanale ZigZap:
  - I seria (odcinki 1-40) – 21 lipca 2008,
  - II seria (odcinki 41-67) – nieemitowane,
  - III seria (odcinki 67-79) – nieemitowane.

### Spis odcinków
| Premiera odcinka                         | N/o | Polski tytuł                 | Angielski tytuł           |
| ---------------------------------------- | --- | ---------------------------- | ------------------------- |
|                                          |     |                              |                           |
| SERIA PIERWSZA                           |     |                              |                           |
|                                          |     |                              |                           |
| 21.07.2008                               | 01  | Witamy w Chaoticu            | Welcome to Chaotic        |
| 22.07.2008                               | 02  | Witamy w Chaoticu            | Welcome to Chaotic        |
|                                          |     |                              |                           |
| 23.07.2008                               | 03  | Nieprzewidziany              | Unexpected                |
|                                          |     |                              |                           |
| 24.07.2008                               | 04  | Nadświat przeciw podświatowi | Over Under Rent Asunder   |
|                                          |     |                              |                           |
| 26.07.2008                               | 05  | Nauczka                      | Crash Course              |
|                                          |     |                              |                           |
| 27.07.2008                               | 06  | Marzenie Bodala              | The Thing About Bodal     |
|                                          |     |                              |                           |
| 28.07.2008                               | 07  | Ucieczka                     | Buggin' Out               |
|                                          |     |                              |                           |
| 29.07.2008                               | 08  | Wszystko jest zmienne        | Everything is in Flux     |
|                                          |     |                              |                           |
| 30.07.2008                               | 09  | Zamek Bodhrana               | Castle Bodhran or Bust    |
| 31.07.2008                               | 10  | Zamek Bodhrana               | Castle Bodhran or Bust    |
|                                          |     |                              |                           |
| 02.08.2008                               | 11  | Mistrz zdrady                | Lord of Treachery         |
|                                          |     |                              |                           |
| 03.08.2008                               | 12  | Dziewczyny kontra chłopaki   | BattleDrome of the Sexes  |
|                                          |     |                              |                           |
| 04.08.2008                               | 13  | Lekcja walki                 | Battle Lessons            |
|                                          |     |                              |                           |
| 05.08.2008                               | 14  | Narodziny Bortha Majara      | The Birth of Borth-Majar  |
|                                          |     |                              |                           |
| 06.08.2008                               | 15  | Pozory mylą                  | Shifting Sands            |
|                                          |     |                              |                           |
| 07.08.2008                               | 16  | Poszukiwanie Maxora          | Fallen Hero               |
|                                          |     |                              |                           |
| 09.08.2008                               | 17  | Polowanie na skany           | Scavenger Scan            |
|                                          |     |                              |                           |
| 10.08.2008                               | 18  | Armagedon                    | Allmageddon               |
|                                          |     |                              |                           |
| 11.08.2008                               | 19  | Koszmar strachu              | A Fearsome Fate           |
|                                          |     |                              |                           |
| 12.08.2008                               | 20  | Labirynt gróźb               | Maze of Menace            |
|                                          |     |                              |                           |
| 13.08.2008                               | 21  | W krainie zimna              | Out in the Cold           |
|                                          |     |                              |                           |
| 14.08.2008                               | 22  | Królowie chaosu              | ChaotiKings               |
|                                          |     |                              |                           |
| 16.08.2008                               | 23  | Stelgar atakuje              | Stelgar Strikes           |
|                                          |     |                              |                           |
| 17.08.2008                               | 24  | Kroniki mistrza kodów        | The CodeMaster Chronicles |
| 18.08.2008                               | 25  | Kroniki mistrza kodów        | The CodeMaster Chronicles |
|                                          |     |                              |                           |
| 19.08.2008                               | 26  | Najwspanialszy skan          | The Ultimate Scan         |
|                                          |     |                              |                           |
| 20.08.2008                               | 27  | Łatwa wygrana                | An Easy Win               |
|                                          |     |                              |                           |
| 21.08.2008                               | 28  | Trochę ryzyka                | A Flux Too Far            |
|                                          |     |                              |                           |
| 23.08.2008                               | 29  | Stan alarmowy                | Chaotic Crisis            |
|                                          |     |                              |                           |
| 24.08.2008                               | 30  | Klątwa Kor-beka              | The Curse of Kor-bek      |
|                                          |     |                              |                           |
| 25.08.2008                               | 31  | Bojownicy ognia              | Fire Fighters             |
|                                          |     |                              |                           |
| 26.08.2008                               | 32  | Otchłań Prexxora             | Chasm Quest               |
|                                          |     |                              |                           |
| 27.08.2008                               | 33  | Porządny wycisk              | Train Wreck               |
|                                          |     |                              |                           |
| 28.08.2008                               | 34  | Wielka wymiana               | Trading Cards             |
|                                          |     |                              |                           |
| 30.08.2008                               | 35  | Podwójny pojedynek           | Dual, Duel                |
| 31.08.2008                               | 36  | Podwójny pojedynek           | Dual, Duel                |
|                                          |     |                              |                           |
| 01.09.2008                               | 37  | Zejście do Podświata         | Going Under               |
|                                          |     |                              |                           |
| 01.09.2008                               | 38  | Udany dzień                  | Big Time                  |
|                                          |     |                              |                           |
| 02.09.2008                               | 39  | Oko medalionu                | Eye of the Maelstrom      |
|                                          |     |                              |                           |
| 02.09.2008                               | 40  | Przyjacielski pojedynek      | Fighting Friendly         |
|                                          |     |                              |                           |
| SERIA DRUGA – M’ARRILLIAN INVASION       |     |                              |                           |
|                                          |     |                              |                           |
|                                          | 41  |                              | A Rare Hazzard            |
|                                          |     |                              |                           |
|                                          | 42  |                              | Dangers of Diplomacy      |
|                                          |     |                              |                           |
|                                          | 43  |                              | The Floundering Father    |
|                                          |     |                              |                           |
|                                          | 44  |                              | Colosseum Showdown        |
|                                          |     |                              |                           |
|                                          | 45  |                              | Rockwave and Roll         |
|                                          |     |                              |                           |
|                                          | 46  |                              | Chaor’s Commandos         |
|                                          | 47  |                              | Chaor’s Commandos         |
|                                          |     |                              |                           |
|                                          | 48  |                              | Mega Match                |
|                                          |     |                              |                           |
|                                          | 49  |                              | Time’s Up                 |
|                                          |     |                              |                           |
|                                          | 50  |                              | Gigantemtopolis           |
|                                          |     |                              |                           |
|                                          | 51  |                              | War Beasts                |
|                                          |     |                              |                           |
|                                          | 52  |                              | From the Deep             |
|                                          | 53  |                              | From the Deep             |
|                                          |     |                              |                           |
|                                          | 54  |                              | Tale of Two Toms          |
|                                          |     |                              |                           |
|                                          | 55  |                              | Blight Fight              |
|                                          |     |                              |                           |
|                                          | 56  |                              | Newbie                    |
|                                          |     |                              |                           |
|                                          | 57  |                              | Putting the Muge in Mugic |
|                                          |     |                              |                           |
|                                          | 58  |                              | Mister E                  |
|                                          |     |                              |                           |
|                                          | 59  |                              | When a CodeMaster Calls   |
|                                          |     |                              |                           |
|                                          | 60  |                              | Earth to Kaz              |
|                                          |     |                              |                           |
|                                          | 61  |                              | Raznus Returns            |
|                                          |     |                              |                           |
|                                          | 62  |                              | Warriors of Eternity      |
|                                          |     |                              |                           |
|                                          | 63  |                              | Under Attack              |
|                                          |     |                              |                           |
|                                          | 64  |                              | Triple Threat             |
|                                          |     |                              |                           |
|                                          | 65  |                              | Last Stand                |
|                                          | 66  |                              | Last Stand                |
|                                          |     |                              |                           |
|                                          | 67  |                              | The Legions of Aa’une     |
|                                          |     |                              |                           |
| SERIA TRZECIA – SECRETS OF THE LOST CITY |     |                              |                           |
|                                          |     |                              |                           |
|                                          | 68  |                              | Perithon!                 |
|                                          |     |                              |                           |
|                                          | 69  |                              | Worlds Apart              |
|                                          |     |                              |                           |
|                                          | 70  |                              | Kickin' Bot               |
|                                          |     |                              |                           |
|                                          | 71  |                              | Hotekk’s Challenge        |
|                                          | 72  |                              | Hotekk’s Challenge        |
|                                          |     |                              |                           |
|                                          | 73  |                              | Yesterday’s Heroes        |
|                                          |     |                              |                           |
|                                          | 74  |                              | Loser’s Circle            |
|                                          |     |                              |                           |
|                                          | 75  |                              | A Gigantic Mission        |
|                                          |     |                              |                           |
|                                          | 76  |                              | Threshold of Destruction  |
|                                          |     |                              |                           |
|                                          | 77  |                              | A Peytonic Adventure      |
|                                          |     |                              |                           |
|                                          | 78  |                              | Elementary                |
|                                          |     |                              |                           |
|                                          | 79  |                              | Son of the Spiritlands    |
|                                          |     |                              |                           |